# 조성대의 정답
《조성대의 정답》(政答, 정치에 답하다)는 매주 평일 오후 4시 45분에 방송된 OBS경인TV의 시사 프로그램이다.

## 개요
매주 평일에 정치계 이슈를 중심하는 시사 프로그램이다.

## 앵커
- 조성대 : 한신대학교 교수, 참여연대 소장

## 동 시간대 프로그램
- 4시 뉴스집중, KBS 뉴스 5, 동물의 세계 (KBS 1TV)
- MBC 뉴스 M, MBC 이브닝 뉴스 (MBC)
- SBS 오 뉴스 (SBS)
- 사건반장, JTBC 정치부회의 (JTBC)
- 뉴스 & 이슈 (MBN)
- 보도본부 핫라인, 전원책의 이것이 정치다 (TV조선)
- 정치 데스크 (채널A)